# GoziU
GoziU（ゴジユウ）は、日本のアラフィフ女性アイドルグループ、ユニット。2022年4月にデビューした。
楽曲によってセンターもリードボーカルも変わる。事務所は株式会社LOSERRRO（ロスエッッッロ）であるが、メンバーは全員フリーランスである。目標はNHK紅白歌合戦出場。

## 概要
GoziUは、2021年1月、アメリカから日本に上陸した音声アプリclubhouse初期発祥のアラウンドフィフティによる女性アイドルグループである。メンバーは全員がアラウンドフィフティということで全員が年齢非公開、家族の事を考えた結果、本名も非公開で活動している。
2022年3月にスポーツ報知が報じたインタビュー記事がYahoo! JAPANにて総合1位を獲得した。
「何かを始めるのに年齢なんか関係ない！私たちの活動によって日本中を元気にしたい」というスローガンのもと活動中。
その後も、1stシングル「どうぞご自遊に」というグループ名に引っ掛けた曲をCDリリース、ミュージックビデオ撮影のためのクラウドファウンディングを行い、目標を達成した。
2022年7月、ネットニュースを見たお笑い芸人、ナイツの塙宣之が、ニッポン放送「ナイツザ・ラジオショー」でGoziUの宣伝を続けたことにより、GoziU宣伝隊長を自ら名乗り出て公式宣伝隊長となった（2025年3月に辞任）2ndシングル「メタババース」のミュージックビデオにも出演している。また純烈と同年代という縁を繋ぎ、小田井涼平の卒業ソロアルバムにもコーラスで3曲参加した。
- 商標上は「GoziU」 「ゴジユウ」で登録しており、この名称は登録商標済み。

登録商標日2022年9月14日。登録第6614679号。
- デビュー曲「どうぞご自遊に」が完成するまで。

初期のclubhouse内で知り合った現メンバーのぴろりんに現プロデューサーとなったY0HEIが声をかけ、始まったグループである。ぴろりんがおみつに声をかけ、clubhouse内のオーディション、一般オーディションを経てスタートとなる。デビュー曲完成まで、作詞家、作曲アレンジャー、カメラマン、ヘアメイク、デザイナーに至るまでのスタッフ全員が初期clubhouse内で知り合ったという珍しい経歴を持っている。GoziU結成時の志、活動理念を守れなかった2軍メンバーは自主脱退となった。

## 新メンバー募集と高齢者施設ボランティア
2024年4月にデビュー二周年を迎え日本中から新メンバーを募っている。これはGoziU結成時からの目標であり日本中に新メンバーを増殖することで、おばさんによる地方創生の役に立ちたいと言う目論見から開始した。新メンバーの条件は、毎月1000円を運営に支払う事と『20歳以上の健康で自分が女性だと思う方』のみだ。2025年４月より初期メンバー、２期メンバー、サブスクメンバーの垣根を外し全員が正規GoziUメンバーとになった。担当カラーも白紙に戻した。新メンバー加入に伴い念願だったボランティア活動を高齢者施設にて、積極的に行っている。

## 現メンバーとユニット
| 活動名   | 備考               |  | キャッチコピー       |
| -------- | ------------------ |  | -------------------- |
| ぴろりん | GoziUリーダー      |  | 女豹トリックマスター |
| おみつ   | GoziU Westリーダー |  | 自由が奔放すぎる京女 |

| 活動名                     | 備考               |  |  |
| -------------------------- | ------------------ |  |  |
| ぴろりん                   | GoziUリーダー      |  |  |
| おみつ                     | GoziU Westリーダー |  |  |
| タミ                       |                    |  |  |
| ゆうこ                     |                    |  |  |
| みきてぃ                   |                    |  |  |
| りか                       |                    |  |  |
| セイラ                     |                    |  |  |
| JK（ジェイケー）           |                    |  |  |
| 新妻熟女❤︎妄想劇場❤︎松原生奈 |                    |  |  |

| 活動名     | 備考               |  |  |
| ---------- | ------------------ |  |  |
| おみつ     | GoziU Westリーダー |  |  |
| ともか     |                    |  |  |
| せい       |                    |  |  |
| 夕顔あけび | Jr.                |  |  |
| 眠寝りぼん | Jr.                |  |  |
| ゆな       | 東海               |  |  |
| うめ       | 東海               |  |  |
| りあん     | 中四国             |  |  |

| 活動名 | 備考 |  |  |
| ------ | ---- |  |  |
| まゆ   | 関東 |  |  |
|        |      |  |  |

## ディスコグラフィ
- 2022年4月「どうぞご自遊に」
  - 作詞：212様。
  - 作・編曲：RYUJI
- 2022年8月「メタババース」
  - 作詞：212様。
  - 作・編曲：RYUJI
  - 協力：ナイツ塙宣之（ミュージックビデオ）
- 2022年10月5日：純烈 小田井涼平ソロアルバム「息子がお世話になりました」下記3曲コーラス参加
  - あなたのブルース
  - 六本木は嫌い
  - 母性本能
- 2022年11月「MA-TSU-RI」
  - 作詞：R .Akira
  - 作・編曲：RYUJI
  - 協力：小田井涼平、阿部金三郎
- 2023年3月7日 「華麗衆」
  - 作詞：212様。
  - 作・編曲：RYUJI
- 2023年3月7日 「LADY BABA」
  - 作詞：212様。
  - 作・編曲：RYUJI

## 出演情報
- テレビ出演
  - 2022年3月 - 東京MXテレビ「5時に夢中!」
  - 2022年4月 - 東京MXテレビ「バラいろダンディ」
  - 2023年9月 - MBS「かまいたちの知らんけど」
- ラジオ出演
  - 2021年9月 - 渋谷クロスFM 1stメンバー
  - 2022年2月 - エフエムふじやま おみつ出演
  - 2022年4月 - SBSラジオ「ふくわうち」ぴろりん出演
  - 2022年11月 - Tokyo Star Radio「林寛子のラブリーアイランド」 1stメンバー
- 舞台
  - 2023年7月 - SHINING COLLECTION「星に願いを。欲望にまみれた人間達よ〜」ぴろりん出演
- その他
  - ナイツ塙のYouTube番組「ナイツ塙会長の自由時間」において「大好きな熟女アイドルに会いに行ってきました」2023年9月1日現在87万回再生（全メンバー出演）「ドキッ！熟女だらけの水泳大会」2023年8月31日現在131万回再生（ぴろりん,出演）
  - 2022年10月・11月 -  「ナイツ独演会 それだけでもウキウキします」幕間ドラマ「そうさ副会長」 全メンバー出演
  - 2023年1月 - 「BreakingDown 7」オーディション ぴろりん出演
  - 2023年8月 - 「M-1グランプリ2023」ぴろりん、おみつ出演、初戦敗退